# Elecciones regionales de Ucayali de 2014
Las elecciones regionales de Ucayali de 2014 se llevaron a cabo el 5 de octubre de 2014 para elegir al presidente regional, al vicepresidente regional y al Consejo Regional para el periodo 2015-2018. La elección se celebró simultáneamente con elecciones regionales y municipales (provinciales y distritales) en todo el Perú.
Como resultado de esta elección, Manuel Gambini Rupay, candidato del Movimiento Independiente Regional Cambio Ucayalino, obtuvo el 37.80% de votos válidos y resultó electo como presidente regional de Ucayali.

## Sistema electoral
El Gobierno Regional de Ucayali es el órgano administrativo y de gobierno del departamento de Ucayali. Está compuesto por el presidente regional, el vicepresidente regional y el Consejo Regional.
La votación se realiza en base al sufragio universal, que comprende a todos los ciudadanos nacionales mayores de dieciocho años, empadronados y residentes en el departamento de Ucayali y en pleno goce de sus derechos políticos.
El presidente y vicepresidente regional son elegidos por sufragio directo. Para que un candidato sea proclamado ganador debe obtener no menos de 30 % de votos válidos. En caso ningún candidato logre ese porcentaje en la primera vuelta electoral, los dos candidatos más votados participan en una segunda vuelta o balotaje.
El Consejo Regional de Ucayali está compuesto por 9 consejeros elegidos por sufragio directo para un período de cuatro (4) años. Cada provincia del departamento del Ucayali constituye una circunscripción electoral. La votación es por lista cerrada y bloqueada. Se asigna a la lista ganadora los escaños según el método d'Hondt. La distribución y el número de consejeros regionales es la siguiente:
| Circunscripción          | Escaños |
| ------------------------ | ------- |
| Coronel Portillo(–1)     | 4       |
| Atalaya y Padre Abad(+1) | 2       |
| Purús                    | 1       |

## Composición del Consejo Regional de Ucayali
La siguiente tabla muestra la composición del Consejo Regional de Ucayali antes de las elecciones.
| Partidos | Partidos                  | Consejeros |
| -------- | ------------------------- | ---------- |
|          | Integrando Ucayali        | 5          |
|          | Todos Somos Ucayali       | 3          |
|          | Ucayali Región con Futuro | 1          |

## Partidos y candidatos
A continuación se muestra una lista de los principales partidos y alianzas electorales que participaron en las elecciones:
| Candidatura | Candidatura | Partidos y alianzas                                             | Candidato | Candidato                      | Ideología                                                          | Resultado previo | Resultado previo | Ref.  |
| Candidatura | Candidatura | Partidos y alianzas                                             | Candidato | Candidato                      | Ideología                                                          | Votos (%)        | Con.             | Ref.  |
| ----------- | ----------- | --------------------------------------------------------------- | --------- | ------------------------------ | ------------------------------------------------------------------ | ---------------- | ---------------- | ----- |
|             | TSU         | Lista - Todos Somos Ucayali (TSU)                               |           | Francisco Pezo Torres          | Regionalismo ucayalino                                             | 34.01%           | 3                | [ 2 ] |
|             | URF         | Lista - Ucayali Región con Futuro (URF)                         |           | Edwin Vásquez López            | Regionalismo ucayalino                                             | 14.06%           | 1                | [ 2 ] |
|             | MAPU        | Lista - Movimiento Agrario Popular Ucayalino (MAPU)             |           | Melquezedec Malpartida Sánchez | Regionalismo ucayalino                                             | 10.01%           | 0                | [ 2 ] |
|             | BPU         | Lista - Bloque Popular Ucayali (BPU)                            |           | Rómulo Thomas Panduro          | Regionalismo ucayalino                                             | 10.01%           | 0                | [ 2 ] |
|             | FP          | Lista - Fuerza Popular (FP)                                     |           | Óscar Vásquez Alva             | Fujimorismo Conservadurismo social Populismo de derecha            | 3.64%            | 0                | [ 2 ] |
|             | UPP         | Lista - Unión por el Perú (UPP)                                 |           | Katherin Rodríguez Díaz        | Nacionalismo de izquierda Socialdemocracia                         | Nuevo            | Nuevo            | [ 2 ] |
|             | APP         | Lista - Alianza para el Progreso (APP)                          |           | Wilfredo Castillo Quezada      | Liberalismo económico Conservadurismo liberal Populismo de derecha | Nuevo            | Nuevo            | [ 2 ] |
|             | COU         | Lista - Confianza Ucayali (COU)                                 |           | Indira Urcia Arévalo           | Regionalismo ucayalino                                             | Nuevo            | Nuevo            | [ 2 ] |
|             | CAMU        | Lista - Ciencia y Acción Movilizadora de Ucayali (CAMU)         |           | José Solari Espino             | Regionalismo ucayalino                                             | Nuevo            | Nuevo            | [ 2 ] |
|             | EU          | Lista - Esfuerzos Unidos (EU)                                   |           | Luis Sánchez Campos            | Regionalismo ucayalino                                             | Nuevo            | Nuevo            | [ 2 ] |
|             | CU          | Lista - Movimiento Independiente Regional Cambio Ucayalino (CU) |           | Manuel Gambini Rupay           | Regionalismo ucayalino                                             | Nuevo            | Nuevo            | [ 2 ] |
|             | FU          | Lista - Movimiento Político Regional Fuerza Ucayalina (FU)      |           | Nilo Lozano Tuanama            | Regionalismo ucayalino                                             | Nuevo            | Nuevo            | [ 2 ] |
|             | BIDA        | Lista - Movimiento Biodiversidad y Desarrollo Amazónico (BIDA)  |           | Roberto Vela Pinedo            | Regionalismo ucayalino                                             | Nuevo            | Nuevo            | [ 2 ] |

## Sondeos de opinión
Las siguientes tablas enumeran las estimaciones de la intención de voto en orden cronológico inverso, mostrando las más recientes primero y utilizando las fechas en las que se realizó el trabajo de campo de la encuesta. Cuando se desconocen las fechas del trabajo de campo, se proporciona la fecha de publicación.
Leyenda:
     Sondeo realizado en el periodo de prohibición legal de la difusión de sondeos de intención de voto.

### Intención de voto
La siguiente tabla enumera las estimaciones ponderadas (sin incluir votos en blanco y nulos) de la intención de voto.
|                                       |             |     |      |      |      |     |     |      |  |  |
| Elecciones regionales de 2014         | 5 oct 2014  | —   | 37.8 | 31.2 | 13.4 | 4.8 | 3.4 | 6.6  |  |  |
|                                       |             |     |      |      |      |     |     |      |  |  |
| Ipsos Perú/América                    | 5 oct 2014  | ?   | 41.3 | –    | –    | –   | –   | ?    |  |  |
| Datum Internacional/Frecuencia Latina | 5 oct 2014  | ?   | 40.1 | 26.1 | –    | –   | –   | 24.0 |  |  |
| Ipsos Perú/América                    | 5 oct 2014  | ?   | 42.9 | 25.2 | 16.3 | –   | –   | 17.7 |  |  |
| Datum Internacional/Frecuencia Latina | 5 oct 2014  | ?   | 35.2 | 29.5 | 10.9 | –   | –   | 5.7  |  |  |
| Universidad Nacional de Ucayali       | 20 sep 2014 | 600 | 35.1 | 34.7 | 13.5 | 5.4 | 2.3 | 0.4  |  |  |

### Preferencias de voto
La siguiente tabla enumera las preferencias de voto en bruto (incluyendo blancos, viciados y sin respuesta) y no ponderadas.
|                                 |                |     |      |      |      |     |     |      |      |     |  |  |  |
| Elecciones regionales de 2014   | 5 oct 2014     | —   | 31.5 | 26.0 | 11.1 | 4.0 | 2.8 | 16.7 | –    | 5.5 |  |  |  |
|                                 |                |     |      |      |      |     |     |      |      |     |  |  |  |
| Universidad Nacional de Ucayali | 20 sep 2014    | 600 | 27.3 | 27.0 | 10.5 | 4.2 | 1.8 | –    | 22.2 | 0.3 |  |  |  |
| GfK                             | 22–26 jul 2013 | 301 | 5    | 33   | 13   | –   | –   | 31   | 3    | 17  |  |  |  |

## Resultados

### Gobierno Regional de Ucayali
|                      | Manuel Gambini Rupay           | Movimiento Independiente Regional Cambio Ucayalino (CU) | 79,510  | 37.80 |  |  |  |
|                      | Francisco Pezo Torres          | Todos Somos Ucayali (TSU)                               | 65,692  | 31.23 |  |  |  |
|                      | Edwin Vásquez López            | Ucayali Región con Futuro (URF)                         | 28,093  | 13.35 |  |  |  |
|                      | Nilo Lozano Tuanama            | Movimiento Político Regional Fuerza Ucayalina (FU)      | 10,175  | 4.84  |  |  |  |
|                      | Luis Sánchez Campos            | Esfuerzos Unidos (EU)                                   | 7,176   | 3.41  |  |  |  |
|                      | Óscar Vásquez Alva             | Fuerza Popular (FP)                                     | 4,412   | 2.10  |  |  |  |
|                      | Indira Urcia Arévalo           | Confianza Ucayali (CoU)                                 | 4,383   | 2.08  |  |  |  |
|                      | Rómulo Thomas Panduro          | Bloque Popular Ucayali (BPU)                            | 3,520   | 1.67  |  |  |  |
|                      | Wilfredo Castillo Quezada      | Alianza para el Progreso (APP)                          | 3,301   | 1.57  |  |  |  |
|                      | Roberto Vela Pinedo            | Movimiento Biodiversidad y Desarrollo Amazónico (BIDA)  | 1,156   | 0.55  |  |  |  |
|                      | José Solari Espino             | Ciencia y Acción Movilizadora de Ucayali (CAMU)         | 1,089   | 0.52  |  |  |  |
|                      | Melquezedec Malpartida Sánchez | Movimiento Agrario Popular Ucayalino (MAPU)             | 929     | 0.44  |  |  |  |
|                      | Katherin Rodríguez Díaz        | Unión por el Perú (UPP)                                 | 923     | 0.44  |  |  |  |
|                      |                                |                                                         |         |       |  |  |  |
| Total                | Total                          | Total                                                   | 210,359 |       |  |  |  |
|                      |                                |                                                         |         |       |  |  |  |
| Votos válidos        | Votos válidos                  | Votos válidos                                           | 210,359 | 83.29 |  |  |  |
| Votos en blanco      | Votos en blanco                | Votos en blanco                                         | 24,011  | 9.51  |  |  |  |
| Votos nulos          | Votos nulos                    | Votos nulos                                             | 18,189  | 7.20  |  |  |  |
| Votos emitidos       | Votos emitidos                 | Votos emitidos                                          | 252,559 | 78.98 |  |  |  |
| Abstenciones         | Abstenciones                   | Abstenciones                                            | 67,231  | 21.02 |  |  |  |
| Votantes registrados | Votantes registrados           | Votantes registrados                                    | 319,790 |       |  |  |  |
|                      |                                |                                                         |         |       |  |  |  |
| Fuente:              |                                |                                                         |         |       |  |  |  |

### Consejo Regional de Ucayali

#### Sumario general
|                                                                                                |                                                         |              |              |              |         |         |
| Partidos y coaliciones                                                                         | Partidos y coaliciones                                  | Voto popular | Voto popular | Voto popular | Escaños | Escaños |
| Partidos y coaliciones                                                                         | Partidos y coaliciones                                  | Votos        | %            | ±pp          | Total   | +/−     |
|                                                                                                | Movimiento Independiente Regional Cambio Ucayalino (CU) | 61,285       | 33.61        | Nuevo        | 5       | +5      |
|                                                                                                | Todos Somos Ucayali (TSU)                               | 60,608       | 33.23        | +1.63        | 4       | +1      |
|                                                                                                | Ucayali Región con Futuro (URF)                         | 26,356       | 14.45        | –0.19        | 0       | –1      |
|                                                                                                | Movimiento Político Regional Fuerza Ucayalina (FU)      | 9,977        | 5.47         | Nuevo        | 0       | ±0      |
|                                                                                                | Fuerza Popular (FP)1                                    | 5,404        | 2.96         | –1.73        | 0       | ±0      |
|                                                                                                | Alianza para el Progreso (APP)                          | 4,487        | 2.46         | Nuevo        | 0       | ±0      |
|                                                                                                | Bloque Popular Ucayali (BPU)                            | 4,185        | 2.29         | Nuevo        | 0       | ±0      |
|                                                                                                | Confianza Ucayali (CoU)                                 | 4,081        | 2.24         | Nuevo        | 0       | ±0      |
|                                                                                                | Unión por el Perú (UPP)                                 | 1,693        | 0.93         | Nuevo        | 0       | ±0      |
|                                                                                                | Ciencia y Acción Movilizadora de Ucayali (CAMU)         | 1,628        | 0.89         | Nuevo        | 0       | ±0      |
|                                                                                                | Movimiento Biodiversidad y Desarrollo Amazónico (BIDA)  | 1,624        | 0.89         | Nuevo        | 0       | ±0      |
|                                                                                                | Movimiento Agrario Popular Ucayalino (MAPU)             | 1,037        | 0.57         | n/a          | 0       | ±0      |
|                                                                                                |                                                         |              |              |              |         |         |
| Total                                                                                          | Total                                                   | 182,365      |              |              | 9       | ±0      |
|                                                                                                |                                                         |              |              |              |         |         |
| Votos válidos                                                                                  | Votos válidos                                           | 182,365      | 72.57        | +1.49        |         |         |
| Votos en blanco                                                                                | Votos en blanco                                         | 54,940       | 21.86        | +2.30        |         |         |
| Votos nulos                                                                                    | Votos nulos                                             | 13,975       | 5.56         | –3.79        |         |         |
| Votos emitidos                                                                                 | Votos emitidos                                          | 252,559      | 78.58        | –2.18        |         |         |
| Abstenciones                                                                                   | Abstenciones                                            | 67,231       | 21.42        | +2.18        |         |         |
| Votantes registrados                                                                           | Votantes registrados                                    | 319,790      |              |              |         |         |
|                                                                                                |                                                         |              |              |              |         |         |
| Fuente:                                                                                        |                                                         |              |              |              |         |         |
| Notas al pie: 1 Comparado con los resultados de Fuerza 2011 (F2011) en las elecciones de 2010. |                                                         |              |              |              |         |         |
| Notas al pie:                                                                                  |                                                         |              |              |              |         |         |
| 1 Comparado con los resultados de Fuerza 2011 (F2011) en las elecciones de 2010.               |                                                         |              |              |              |         |         |

#### Resultados por provincia
| Provincia        | CU      | CU   | TSU  | TSU  | URF  | URF | FU   | FU  | FP  | FP  | APP | APP | BPU | BPU | CoU | CoU | UPP | UPP | CAMU | CAMU | BIDA | BIDA | MAPU | MAPU |   |
| Provincia        | %       | E    | %    | E    | %    | E   | %    | E   | %   | E   | %   | E   | %   | E   | %   | E   | %   | E   | %    | E    | %    | E    | %    | E    |   |
| ---------------- | ------- | ---- | ---- | ---- | ---- | --- | ---- | --- | --- | --- | --- | --- | --- | --- | --- | --- | --- | --- | ---- | ---- | ---- | ---- | ---- | ---- | - |
| Provincia        | Atalaya | 28.6 | 1    | 56.8 | 1    | 8.4 | –    | 3.4 | –   | 1.6 | –   | 0.2 | –   | 0.9 | –   | 0.7 | –   | 0.4 | –    | 0.2  | –    | 0.5  | –    | 1.2  | – |
| Coronel Portillo | 34.5    | 2    | 33.4 | 2    | 14.4 | –   | 3.5  | –   | 3.3 | –   | 3.1 | –   | 1.6 | –   | 2.7 | –   | 0.8 | –   | 1.0  | –    | 1.0  | –    | 0.6  | –    |   |
| Padre Abad       | 29.8    | 1    | 21.0 | 1    | 18.6 | –   | 18.0 | –   | 1.9 | –   | 0.1 | –   | 7.3 | –   | 0.4 | –   | 2.1 | –   | 0.5  | –    | 0.2  | –    | 0.1  | –    |   |
| Purús            | 59.6    | 1    | 39.3 | –    | 0.3  | –   | 0.1  | –   | 0.1 | –   | 0.0 | –   | 0.0 | –   | 0.1 | –   | 0.3 | –   | 0.3  | –    |      |      | 0.0  | –    |   |
| Total            | 33.6    | 5    | 33.2 | 4    | 14.5 | –   | 5.5  | –   | 3.0 | –   | 2.5 | –   | 2.3 | –   | 2.2 | –   | 0.9 | –   | 0.9  | –    | 0.9  | –    | 0.6  | –    |   |

### Autoridades electas
| Cargo                                                | Autoridad electa | Autoridad electa          | Partido político | Partido político                                   |
| ---------------------------------------------------- | ---------------- | ------------------------- | ---------------- | -------------------------------------------------- |
| Presidente Regional de Ucayali                       |                  | Manuel Gambini Rupay      |                  | Movimiento Independiente Regional Cambio Ucayalino |
| Vicepresidente Regional de Ucayali                   |                  | Mariano Rebaza Alfaro     |                  | Movimiento Independiente Regional Cambio Ucayalino |
| Consejero Regional de Ucayali (por Atalaya)          |                  | William Quinto Arcce      |                  | Todos Somos Ucayali                                |
| Consejero Regional de Ucayali (por Atalaya)          |                  | Edith Quispe Sánchez      |                  | Movimiento Independiente Regional Cambio Ucayalino |
| Consejero Regional de Ucayali (por Coronel Portillo) |                  | Alberto Guzmán Musac      |                  | Movimiento Independiente Regional Cambio Ucayalino |
| Consejero Regional de Ucayali (por Coronel Portillo) |                  | Luis Asturrizaga Román    |                  | Movimiento Independiente Regional Cambio Ucayalino |
| Consejero Regional de Ucayali (por Coronel Portillo) |                  | Rómulo Bonilla Pomachari  |                  | Todos Somos Ucayali                                |
| Consejero Regional de Ucayali (por Coronel Portillo) |                  | Raúl Soto Rivera          |                  | Todos Somos Ucayali                                |
| Consejero Regional de Ucayali (por Padre Abad)       |                  | Flora Amasifuén Amasifuén |                  | Movimiento Independiente Regional Cambio Ucayalino |
| Consejero Regional de Ucayali (por Padre Abad)       |                  | Wilson Pinedo Ruiz        |                  | Todos Somos Ucayali                                |
| Consejero Regional de Ucayali (por Purús)            |                  | Eber Portocarrero Tananta |                  | Movimiento Independiente Regional Cambio Ucayalino |